# British Columbia Highway 95
Als Verlängerung des U.S. Highway 95 führt der British Columbia Highway 95 in British Columbia über eine Länge von 329 km von der Grenze zwischen Kanada und den USA bei Kingsgate nach Golden.
Der Highway ist dabei zwischen der Staatsgrenze und der Kreuzung mit dem Highway 3, als sogenannte Feeder Route, Bestandteil des kanadischen National Highway System.

## Streckenverlauf
Der Highway hat seinen Beginn an der Grenze zwischen Eastport, Idaho, und Kingsgate. Er ist die nördliche Fortsetzung des U.S. Highways 95. Er führt auf einer Länge von elf Kilometern entlang des Tals des Moyie Rivers, bis er in Curzon auf Highway 3 trifft. Über eine Länge von 72 Kilometern erfolgt ein gemeinsamer Streckenverlauf nach Nordost entlang des Moyie Rivers und des Moyie Lake. Am Ende des Sees verläuft die Route weiter nach Norden zur Stadt Cranbrook. Dort zweigt am Nordrand der Stadt nach Nordwesten Highway 95A ab, während Highway 3/95 nach Nordosten weiterläuft. Sechs Kilometer nach dieser Kreuzung trennt sich Highway 3 wieder von Highway 95 beim historischen Fort Steele. Highway 3 führt dann gemeinsam mit Highway 93 nach Osten. Letzterer führt gemeinsam  mit Highway 95 nach Norden entlang des Kootenay Rivers. Der Fluss wird nördlich von Ta Ta Creek bzw. Wasa überquert, direkt nach der Brücke stößt auch wieder Highway 95A auf Highway 95. Dem Fluss wird bis Canal Flats weiter gefolgt, dort verlässt die Route das Tal Richtung Nordwesten. Der Highway verläuft entlang des Westufers des Columbia Lakes nach Fairmont Hot Springs. Die Route verläuft nach Norden zum Windermere Lake, an dessen Ufer die Gemeinden Windermere und Invermere liegen. In der nachfolgenden Stadt Radium Hot Springs teilen sich Highway 95 und 93, der nach Nordosten in die Rocky Mountains führt, wieder. Highway 95 folgt dem Columbia River nach Nordwesten und durchquert die Orte Edgewater, Brisco, Spillimacheen, Harrogate, Castledale, Parson, McMurdo und Nicholson. Dabei werden die sogenannten Columbia Wetlands durchquert. In Golden stößt der Highway auf Highway 1, damit endet Highway 95.